# Danelle Wentzel
Pour les articles homonymes, voir Wentzel.
Danelle Wentzel, née le 20 janvier 1995 à Pretoria, est une archère sud-africaine.

## Carrière
Danelle Wentzel est médaillée de bronze en arc à poulie par équipes aux Championnats du monde de tir à l'arc en salle 2014 à Nîmes. En 2019, elle devient la première Sud-Africaine à remporter une épreuve de Coupe du monde, à Antalya.